# Karl Groß (Priester)
Karl Groß OSB (* 13. August 1907 in Amberg als Sebastian Groß; † 9. April 1980 in Garmisch-Partenkirchen) war 36. Abt des Klosters Ettal.

## Leben
Groß war in seiner Jugend schon Schüler am Benediktiner-Gymnasium Ettal. Er trat nach dem Abitur in das Benediktinerkloster Ettal ein, wo er den Ordensnamen Karl Borromäus annahm. Am 2. Mai 1927 legte er die Profess ab und wurde zum Priester geweiht. 1935 promovierte der inzwischen als Benediktiner-Pater in Ettal tätige Groß an der Universität Würzburg bei Joseph Vogt zum Thema Die Unterpfänder der römischen Herrschaft. Er wirkte lange Jahre als Gymnasiallehrer am Ettaler Benediktiner-Gymnasium. Daneben beschäftigte sich Groß zeit seines Lebens wissenschaftlich mit dem klassischen und christlichen Altertum. Nach seiner Kaplanszeit in Vorarlberg von 1940 bis 1945 war er von 1949 bis 1955 Subprior und anschließend 1955 bis 1961 Prior im Kloster Ettal. Er wurde am 2. September 1961 vom Konvent zum 36. Abt gewählt und empfing am 5. Oktober 1961 die Benediktion. 
Während seiner Amtszeit als Abt wurde in den Jahren 1967 bis 1969 die Klosterkirche im Innern renoviert. 1972 wurde die Wiedererrichtung der nach der Säkularisation niedergelegten Teile der Klosteranlage abgeschlossen.
Der Bayerische Verdienstorden wurde ihm am 9. Juni 1969 verliehen.

## Veröffentlichungen
- Menschenhand und Gotteshand in Antike und Christentum. Aus dem Nachlass hrsg. von Wolfgang Speyer. Stuttgart 1985.